# Synagoga Saula Wahla w Lublinie
Synagoga Saula Wahla w Lublinie, zwana Lajferszul oraz Gońców – nieistniejąca synagoga znajdująca się w Lublinie, w kamienicy przy ulicy Podzamcze 12.
Synagoga została zbudowana w XVI wieku. Do dzisiaj nie wiadomo czy Saul Wahl założył bożnicę czy tylko ją odwiedził. Zawsze w Simchat Tora przywoływano podczas noszenia zwojów Tory: za zgodą pana i księcia Saula Wahla obdarzony zostaje Pan zaszczytem noszenia Tory. Na początku XVII wieku żył w Lublinie wnuk Saula – Izrael Wahl – którego dzieci podtrzymywały tradycje domu i z ojca na syna przekazywali sobie godność przełożonego synagogi. 
Synagoga mieściła się w prostej, czworokątnej sali na pierwszym piętrze domu i pozbawiona była jakichkolwiek ozdób. Nad nią znajdował się babiniec, połączony z salą męską okratowaną dziurą w suficie.
W okresie międzywojennym w synagodze modlili się głównie kuśnierze, którzy dzielili się na osiadłych i wędrownych, czyli gońców. Podczas II wojny światowej hitlerowcy zdewastowali wnętrze synagogi. Podczas likwidacji getta lubelskiego w 1942 roku, budynek synagogi został wyburzony. Po zakończeniu wojny nie został odbudowany.